# Gewässertyp des Jahres
Der Gewässertyp des Jahres wurde in Deutschland erstmals 2011 vom Umweltbundesamt für ein Jahr ausgerufen, um die Aufmerksamkeit für die ökologische Bedeutung der Gewässer und die Notwendigkeit ihres Schutzes in der breiten Öffentlichkeit zu erhöhen. Die Auszeichnung soll alljährlich am Weltwassertag erfolgen. Die Auswahl erfolgt aus den durch die Wasserrahmenrichtlinie festgelegten Typen für Küstengewässer, Fließgewässer und Seen. Im Jahr 2011 erfolgte die Auswahl aufgrund der besonderen Häufigkeit dieses Typs.

## Bisherige Gewässertypen des Jahres
| Jahr | Gewässertyp                                            | Fachbezeichnung                                       | Abbildung                  |
| ---- | ------------------------------------------------------ | ----------------------------------------------------- | -------------------------- |
| 2011 | Steiniger, kalkarmer Mittelgebirgsbach                 | Grobmaterialreicher, silikatischer Mittelgebirgsbach  |                            |
| 2012 | Sandig-lehmiger Tieflandfluss                          | Sand- und lehmgeprägter Tieflandfluss                 |                            |
| 2013 | Fließgewässer des südlichen Alpenvorlandes             | Bäche der Jungmoräne des Alpenvorlandes               |                            |
| 2014 | Tiefer, nährstoffarmer See Norddeutschlands            |                                                       |                            |
| 2015 | Salzreiches Wattenmeer                                 | Euhalines Wattenmeer                                  |                            |
| 2016 | Kiesgeprägte Ströme der Mittelgebirge und der Voralpen | Kiesgeprägter Strom                                   |                            |
| 2017 | Tiefer, großer, kalkarmer Mittelgebirgssee             |                                                       |                            |
| 2018 | Sandiger Tieflandbach                                  | Sandgeprägter Tieflandbach                            |                            |
| 2019 | Großes Nordseeästuar                                   |                                                       | Ästuar der Elbe            |
| 2020 | Steiniger, kalkreicher Mittelgebirgsbach               | Grobmaterialreicher, karbonatischer Mittelgebirgsbach | Die Tauber                 |
| 2021 | Alpensee                                               |                                                       | Ammersee                   |
| 2022 | Grundwasser                                            |                                                       |                            |
| 2023 | Mittelgebirgsfluss                                     |                                                       | Wupper bei Vogelsmuehle    |
| 2024 | Flaches Küstengewässer der Ostsee                      |                                                       | Ostssestand bei Warnemünde |
| 2025 | Kiesiger Tieflandbach                                  | Kiesgeprägter Tieflandbach                            | Haverbeeke                 |